# Rogelia León
Rogelia León Nieto (Granada, 16 de septiembre de 1828 – Ibídem, 16 de mayo de 1870) fue una poeta, narradora, dramaturga y ensayista romántica española.

## Trayectoria
Recibió una educación propia de una familia noble. Asistió al colegio de Santa Cruz de Granada, asistió a las clases sobre literatura que eran impartidas en el Liceo granadino. Estas clases le animaron a escribir poesía.
Sus primeros poemas fueron publicados en la revista granadina de  El Capricho. Siguió publicando en otras revistas de Granada como El Eco de Occidente, El Álbum Granadino, La Alhambra, El Liceo Granadino, El Bético, El Liceo de Granada, El Jueves, o El Protector del Bello Sexo. Amplió a otras revistas andaluzas. Amplió su colaboración a nivel nacional en numerosas revistas de la época entre las que destacan La Mujer, El Fénix, La Aurora de la Vida, La Mujer Cristiana, El Museo Literario, El Álbum de las Familias. Fue principal colaboradora de La Violeta, propiedad de su directora Faustina Sáez de Melgar; escribía poesía, novela y artículos.
En 1857 se publicó su obra Autos de la Alhambra, una colección de poemas. En uno de los poemas el yo lírico es Safo lamentándose de la predilección que los hombres muestran hacia las mujeres bellas y sin talento.
Fue académica-profesora del Liceo de Granada, socia del Círculo Científico, Literario y Artístico de Málaga y socia de mérito de la Academia Científico-Literaria de Madrid.
Fue defensora, junto a Gertrudis Gómez de Avellaneda, Concepción Arenal y Antonia Díaz Fernández de Lamarque, de la abolición de la esclavitud con varios trabajos: la “Canción del esclavo” publicada en La Violeta y en Auras de la Alhambra, con un poema dedicado al poeta cubano Gabriel de la Concepción Valdés.

## Obras

### Poesía
Autos de la Alhambra (1857)

### Teatro
- Fanni la escocesa: esta obra, drama en verso de tres actos, fue la que más fama literaria le proporcionó. Fue estrenada en Granada el día 26 de abril de 1857.[3] Ambientada en distintos lugares de Gran Bretaña, desarrolla el tema conflictivo de las guerras de religión acaecidas en la historia británica durante la etapa de Cromwell.[2]

### Narrativa
El niño y el perro (publicada en 1861 en La Aurora de la Vida)
Una pobre niña y la caridad cristiana (1862, en La Violeta)
La manijera de barro (también en La Violeta, en 1864).
La Casa de Castril, fue un volumen publicado en 1865 en el que recopilaba diversas leyendas y tradiciones granadinas.